# Gampsocleis glabra
Espèce
Statut de conservation UICN

 LC  : Préoccupation mineure
Gampsocleis glabra, le dectique des brandes, est une espèce de sauterelles de la famille des Tettigoniidae.

## Distribution
- Eurasiatique.

## Description
Le dectique des brandes ressemble au dectique verrucivore (Decticus verrucivorus), mais il est plus petit (corps long de 20 à 26 mm) et moins massif.

## Habitat
Cette espèce fréquente des landes à bruyères ou des prairies sèches à poacées (graminées) thermophiles. Il s'active seulement au soleil.

## Menaces
En Europe (France, Allemagne...), le dectique des brandes semble en régression marquée, à la suite de la dégradation de ses milieux de vie par diverses activités humaines. Il a disparu de Belgique où il était autrefois très rare. Des recherches basées sur les particularités de ses stridulations permettant d'identifier les mâles devraient préciser l'état actuel des populations.